# Despacha, que dispiértan
Dépêche-toi, qu'ils se réveillent
L'eau-forte Despacha, que dispiértan (en français Dépêche-toi, qu'ils se réveillent) est une gravure de la série Los caprichos du peintre espagnol Francisco de Goya. Elle porte le numéro 78 dans la série des 80 gravures. Elle a été publiée en 1799.

## Interprétations de la gravure
Il existe divers manuscrits contemporains qui expliquent les planches des Caprichos. Celui qui se trouve au musée du Prado est considéré comme un autographe de Goya, mais semble plutôt chercher à dissimuler et à trouver un sens moralisateur qui masque le sens plus risqué pour l'auteur. Deux autres, celui qui appartient à Ayala et celui qui se trouve à la Bibliothèque nationale, soulignent la signification plus décapante des planches.
- Explication de cette gravure dans le manuscrit du musée du Prado :
Los duendecitos[3] son la gente más hacendosa y servicial que puede hallarse: como la criada los tenga contentos, espuman la olla, cuecen la verdura, friegan, barren y callan al niño; mucho se ha disputado si son Diablos o no; desengañémonos, los diablos son los que se ocupan de hacer el mal, o en estorbar que otros hagan el bien, o en no hacer nada.
(Les petits lutins sont les gents les plus habiles et serviables que l'on puisse trouver : comme la servante les satisfait, ils écument la marmite, cuisent les légumes, récurent, balaient et font taire l'enfant ; on a beaucoup discuté pour savoir si ce sont des Diables ou non ; ne nous trompons pas, les diables sont ceux qui s'occupent de faire le mal, ou d'empêcher que les autres fassent le bien, ou poussent à ne rien faire )[4].

- Manuscrit de Ayala :
Los frailes y monjas tienen francachelas[5] de noche para cantar bien de día. 
(Les frères et sœurs font dans banquets la nuit pour bien chanter le jour)[4].

- Manuscrit de la Bibliothèque nationale :
Los frailes tienen sus comilonas a solas de noche con las monjas; ellos friegan los platos y ellas soplan la lumbre.
(Les frères font leurs gueuletons seuls la nuit avec les sœurs ; ils lavent les plats et elles soufflent la lumière)[4].

Goya dessine encore une satire des religieux, représentés comme des lutins.

## Technique de la gravure

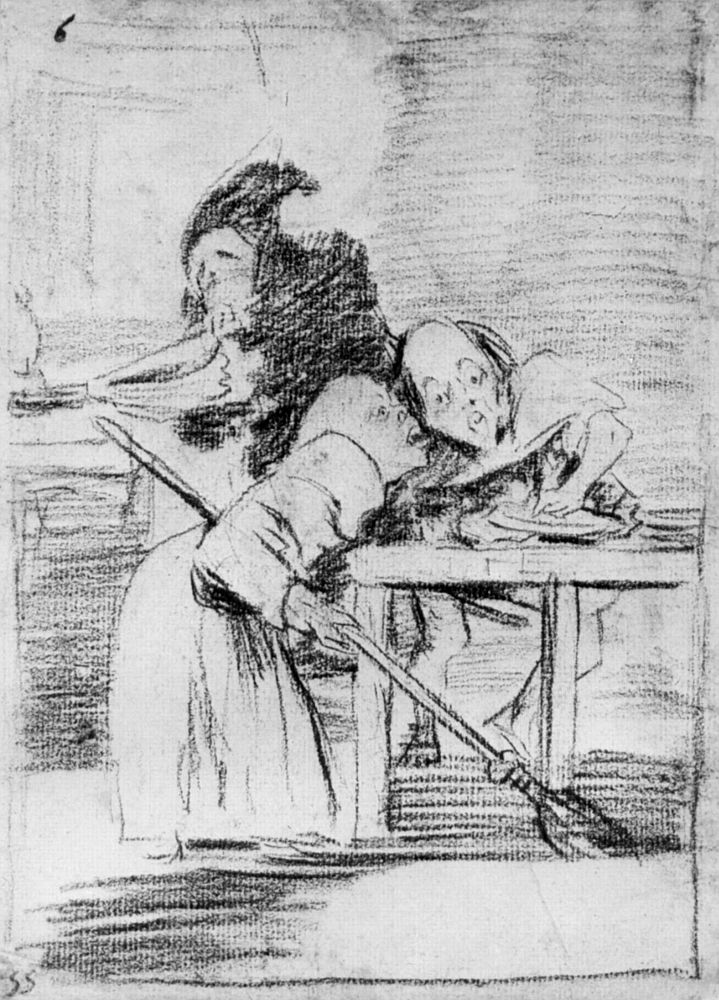
Dessin préparatoire.

L'estampe mesure 212 × 150 mm sur une feuille de papier de 306 × 201 mm.
Goya a utilisé l'eau-forte et l'aquatinte brunie. Dans l'angle supérieur droit : « 78 ».
Le dessin préparatoire est à la sanguine. Dans l'angle supérieur droit, au crayon : « 6 ». Dans l'angle inférieur gauche, au crayon : « 55 ». Le dessin préparatoire mesure 204 × 144 mm.

## Catalogue
- Numéro de catalogue G02166 de l'estampe au Musée du Prado.
- Numéro de catalogue D04367(r) du dessin préparatoire au Musée du Prado.
- Numéro de catalogue 51-1-10-78 de l'estampe au Musée Goya de Castres.
- Numéros de catalogue ark:/12148/btv1b8451897t et ark:/12148/btv1b8451896d de l'estampe chez Gallica.